# Új Dunántúli Napló
A Dunántúli Napló egy Baranya vármegyei napilap, mely a hét hat napján jelenik meg. Kiadója a Mediaworks Hungary Zrt.
A napilap elsősorban friss helyi híreket, információkat közöl a Baranya vármegyeiek számára. Beszámol továbbá országos közéleti, gazdasági, sporteseményekről.
Főszerkesztője 2016 óta Fülöp Zoltán.
Online hírportálja a bama.hu.